# Distenia sumatrensis
Distenia sumatrensis là một loài bọ cánh cứng trong họ Cerambycidae.